# 凡海麁鎌
凡海 麁鎌（おおあま の あらかま）は、飛鳥時代の人物。大海蒭蒲とも書く。「凡海・大海」は旧仮名遣いでは、「おほあま」、「おほしあま」、あるいは「おほさま」と訓む。姓は始め連、後に宿禰。大海人皇子（後の天武天皇）の養育に関わったと推定され、大宝元年（701年）に陸奥国の冶金に遣わされた。位階は大宝元年当時で追大肆。

## 出自
凡海氏は阿曇氏の同族とされ（『新撰姓氏録』右京神別下、摂津国神別）、摂津国を本拠にした氏族である。大海人（おおあま）皇子の名は、凡海（おおあま）氏の女性が皇子の乳母であったことから付けられたもので、凡海氏が大海人皇子の養育にあたったものと推定されている。天武天皇13年（684年）12月に連姓の50氏が宿禰の姓を授けられた際、凡海氏もその中にあるので、麁鎌もこの時に連から宿禰になったと見られている。

## 経歴
史書の中で蒭蒲（麁鎌）は『日本書紀』朱鳥元年（686年）9月27日条と、『続日本紀』大宝元年（701年）3月15日条の2箇所に現われる。
朱鳥元年9月9日に天武天皇が崩御し、同月11日から殯が行われたが、9月27日にはその儀礼の1つとして、幾人もの官人が次々に誄を述べ、その最初の人が大海宿禰蒭蒲で、「壬生のこと」を誄している。壬生（みぶ）は養育のことで、具体的には天皇の幼時の有様を語ったものとされるが、この場合直接養育にあたった者としてではなく、大海人皇子と一緒に育った乳兄弟か、あるいは一族の代表として述べたものと思われる。
大宝元年3月15日には、陸奥国に金を冶すために遣されたが、続報はなく、ずっと後の天平21年（749年）に初めて陸奥国が金を献じたことが大事件とされたので、麁鎌の冶金は成功しなかったのであろう。
麁鎌の生年は不明だが、天武天皇と同年代と仮定すると、大宝元年には70歳ぐらいであったことになり、その年齢で陸奥に派遣されたとは思えず、従って天武天皇より少なくとも1世代は降る人物であると思われている。本人が直接大海人皇子の養育にあたったと考えにくい理由である。

## 麁鎌と壬生と冶金
谷川健一は、記紀神話において伊弉冉尊が軻遇突智を産むに際して女陰（ほと）を焼かれて死んだとある叙述が、「火処（ほど）」とも呼ばれたたたら炉から溶解した金属を取り出す光景を髣髴とさせること、鍛冶屋の母や妻が産婆の役割を担っていたこと、南西諸島では新生児に対し金属のように丈夫に育つようにとの呪詞を発っしたり（奄美大島）、新生児を抱きかかえて火がもたらされたと伝わる竹富島を見せる産育習俗があったり（八重山列島）、全般に「カネ」や「カマ」、「カマド」といった金属や火に関する名前をつける風習があること、といった点に着目し、女胎から取り上げた子供を丈夫に育てることが、たたら炉から溶け出た金属を鍛えるという作業に重ねられ、そこから皇子や貴人の子供には丈夫に育つようにとの願いを込めて鍛冶や冶金に長けた氏族が壬生（養育係）として選ばれる習いがあったのではないかと推測し、更に、凡海氏と同族とされる阿曇氏には祖神を宇都志日金柝命（うつしひかなさくのみこと）とする伝えがあり（『古事記』）、その神名に見える「金柝」が金属に因むもので、その阿曇氏が各地の開墾や岩盤の開鑿伝承に現われることから、同氏が海部の伴造という海洋氏族であると共に朝鮮半島との交易を通じて金属器に深くなじんだ氏族でもあった可能性を指摘、同様に凡海氏も冶金技術に優れた氏族で、そのために天武天皇の壬生に選ばれたのではないか、少なくとも麁「鎌」という名前や冶金のために陸奥国に派遣されたことから、麁鎌が鉱山採掘や金属精錬に詳しい人物であったと思われる、とする。